# Young Money (tijdschrift)
Young Money is een tijdschrift dat 6 keer per jaar uitkomt in de Verenigde Staten. Het blad is gespecialiseerd in financiële informatie voor jongvolwassenen. De doelstelling van het blad is om "de manier te veranderen waarop jongvolwassenen geld verdienen, beheren, investeren en uitgeven". Young Money werd gelanceerd in 1996 en "richt zich specifiek op het beheer van geld, ondernemerschap, carrières, beleggen, technologie, reizen, entertainment en gerelateerde thema's".